# 一个国家的衰亡
《一个国家的衰亡》，是由小托马斯·迪克逊（Thomas Dixon, Jr.）导演的美国无声电影，该电影在1916年上映，是《一个国家的诞生》的续集。该电影被认为是有史以来第一部电影续集。该电影由导演的同名小说改编，该电影已遗失。

## 背景
该电影抨击和平主义者威廉·詹宁斯·布赖恩和亨利·福特，并恳求美国防备战争。
该电影讲述美国在毫无准备的情况下受到以德国为首的“欧洲邦联军队”的攻击。军队侵入美国后杀害儿童和退伍军人，还设立了皇帝。然而，一个支持战争的国会议员筹备的一支由妇女参政的军队打败侵略者。根据互联网电影数据库，这部电影分成三个部分，分别是“一个国家衰亡”（A nation falls）、“征服者的奴役”（The heel of the conqueror）、“两年后的起义”（The uprising two years later）。

剧照
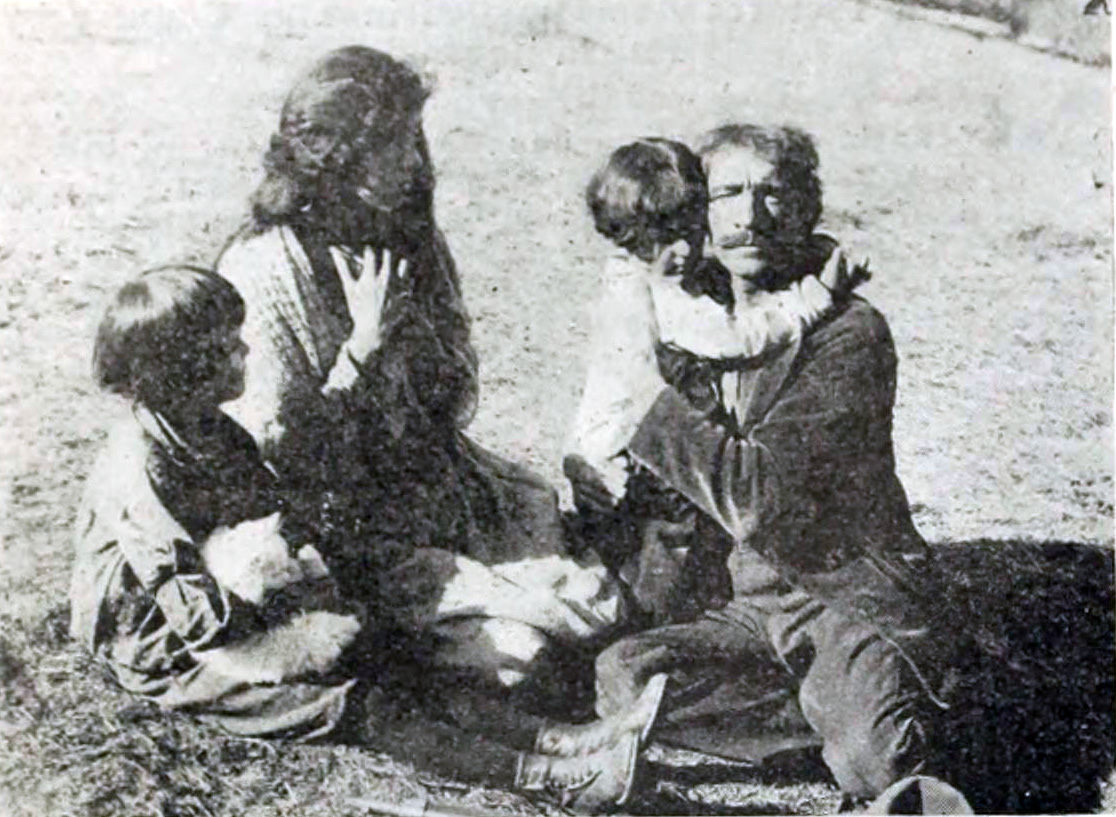
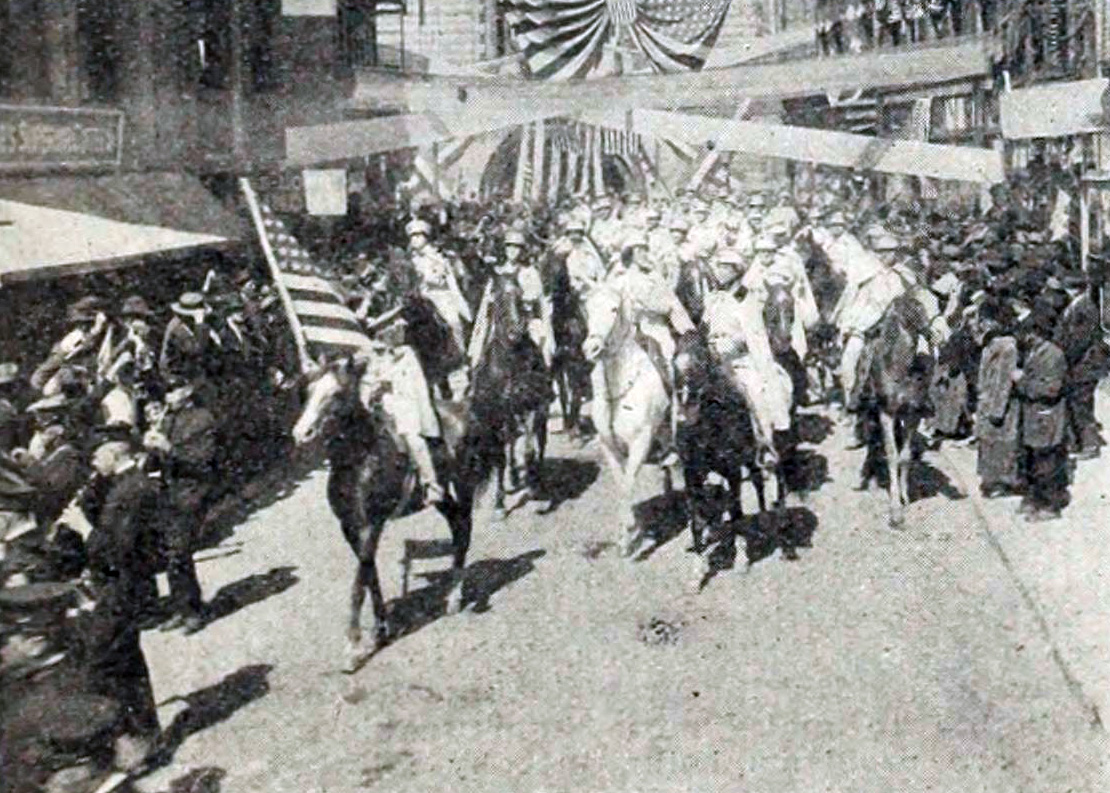

## 角色
- Lorraine Huling扮演Virginia Holland
- Percy Standing扮演Charles Waldron
- Arthur Shirley扮演John Vassar
- Flora Macdonald扮演Angela Benda
- Paul Willis扮演Billy
- Phil Gastrock扮演Thomas （也就是Philip Gastrock）
- Clarence Geldart扮演General Arnold （也就是C. H. Geld）

## 制作
一些战斗场面在与《一个国家的诞生》相同的拍摄位置进行拍摄，成本为31000美元。

## 音乐
该电影由维克多·赫伯特进行配乐。大英百科全书称：“这可能是首部由交响乐组成的电影”。乐谱最初是Camille Saint-Saëns为1908年的十五分钟短片The Assassination of the Duke of Guise所制作的。

## 影响
Anthony Slide认为这部电影是一部在商业上失败的电影。制作公司迪信影城在1921年破产，该公司只制作了这部影片。